# Reitano
Reitano là một đô thị ở tỉnh Messina trong vùng Sicilia của Italia, có vị trí cách khoảng 90 km về phía đông của Palermo vào khoảng 110 km về phía tây của Messina. Tại thời điểm ngày 31 tháng 12 năm 2004, đô thị này có dân số 915 người và diện tích là 13,9 km².
Đô thị Reitano có các frazione (subdivision) Villa Margi.
Reitano giáp các đô thị: Mistretta, Motta d'Affermo, Pettineo, Santo Stefano di Camastra.